# Tekniska nämndhuset, Stockholm

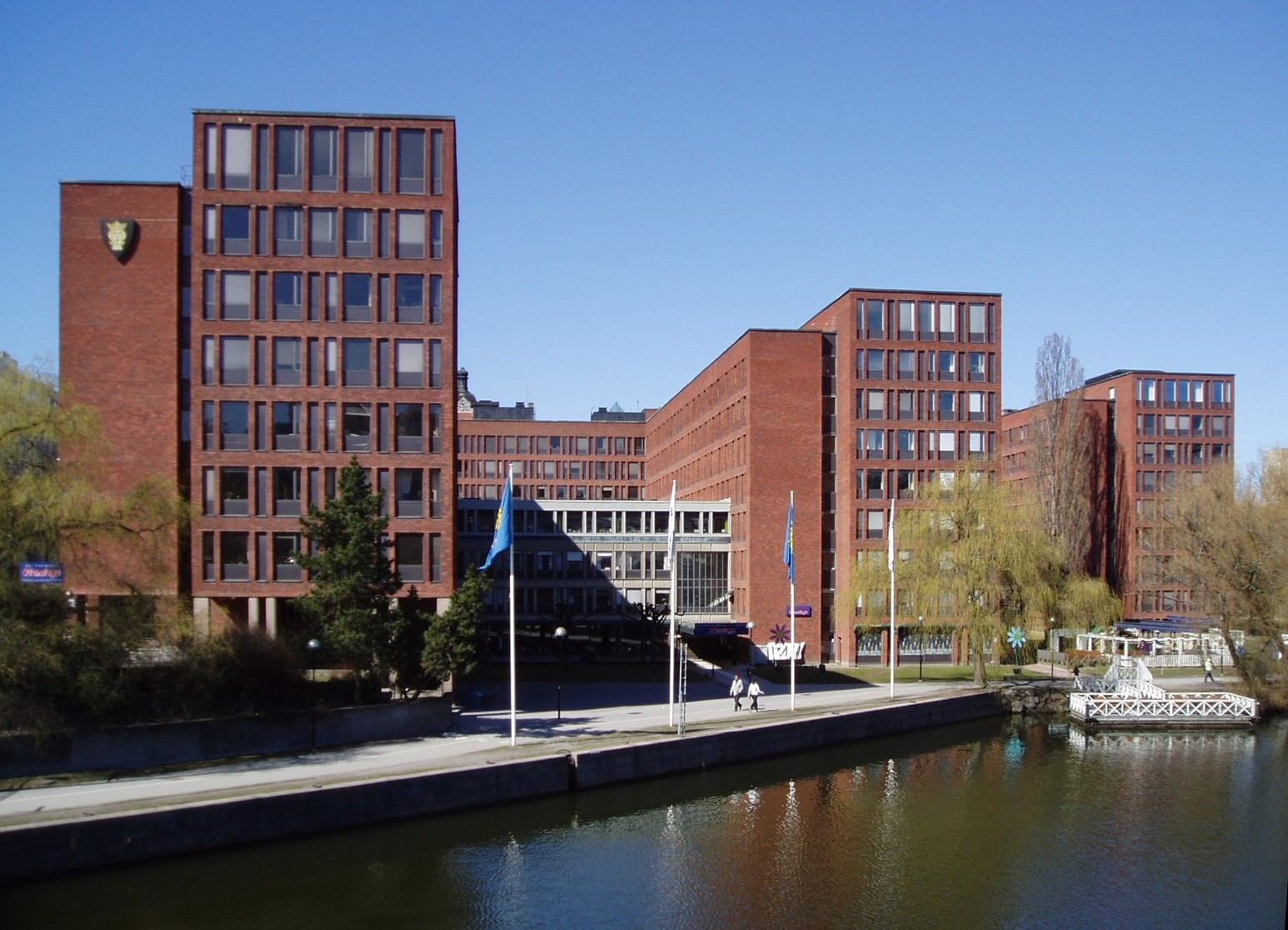
Tekniska nämndhuset från Klara sjö.

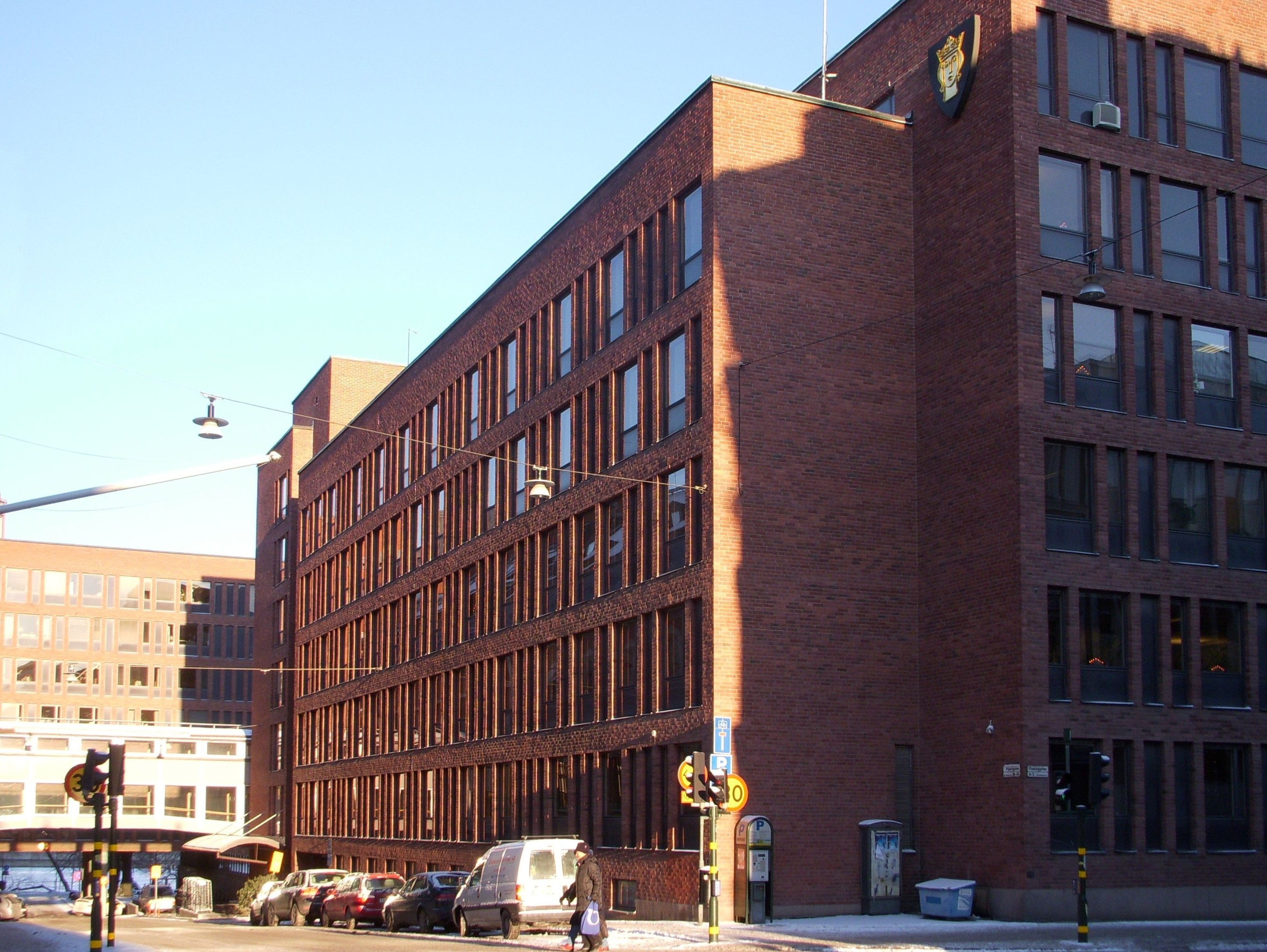
Tekniska nämndhuset från Fleminggatan.

Tekniska nämndhuset är en kommunal förvaltningsbyggnad på Kungsholmen i Stockholm med adress Fleminggatan 4. Byggnaden inrymmer Stockholms kommuns tekniska förvaltningar, som exploateringskontoret, miljöförvaltningen, stadsbyggnadskontoret och trafikkontoret. I Tekniska nämndhuset finns arbetsplatser för omkring 1 900 tjänstemän.
Byggnaden har av Stadsmuseet i Stockholm grönmarkerads, vilket innebär att bebyggelsen bedöms vara särskilt värdefull från historisk, kulturhistorisk, miljömässig eller konstnärlig synpunkt.

## Byggnaden
Byggnaden har sex våningar, är uppförd i rött tegel, och byggdes åren 1962-1965. Arkitekter var Nils Sterner och Carl-Olof Deurell. Kontorskomplexet är uppdelat i tre byggnadskroppar som i sin tur är nedbrutna till parallella fasadskivor. Entrékorridoren är konstnärlig smyckad med stengodsreliefer av konstnären och designern Gunnar Larson. Senare har en del förvaltningar kommit att inrymmas i en angränsande äldre byggnad, det så kallade Separatorhuset, som nu räknas in i nämndhuskomplexet.
På samma tomt planerades på 1930-talet ett Socialt nämndhus där Gunnar Asplund hade vunnit arkitekttävlingen. Det kom aldrig till utförandet.
År 2013 lanserades planer på att flytta verksamheterna i Tekniska nämndhuset till en ny byggnad på Söderstadions tidigare plats. Tekniska nämndhuset skulle då antingen rivas eller byggas om till bostäder. Förslaget skrotades dock några år senare och 2016 fattades beslut om att huset bevaras för sitt nuvarande ändamål. Under åren 2018-2023 genomgick  Tekniska nämndhuset en omfattande renovering. 

## Bilder

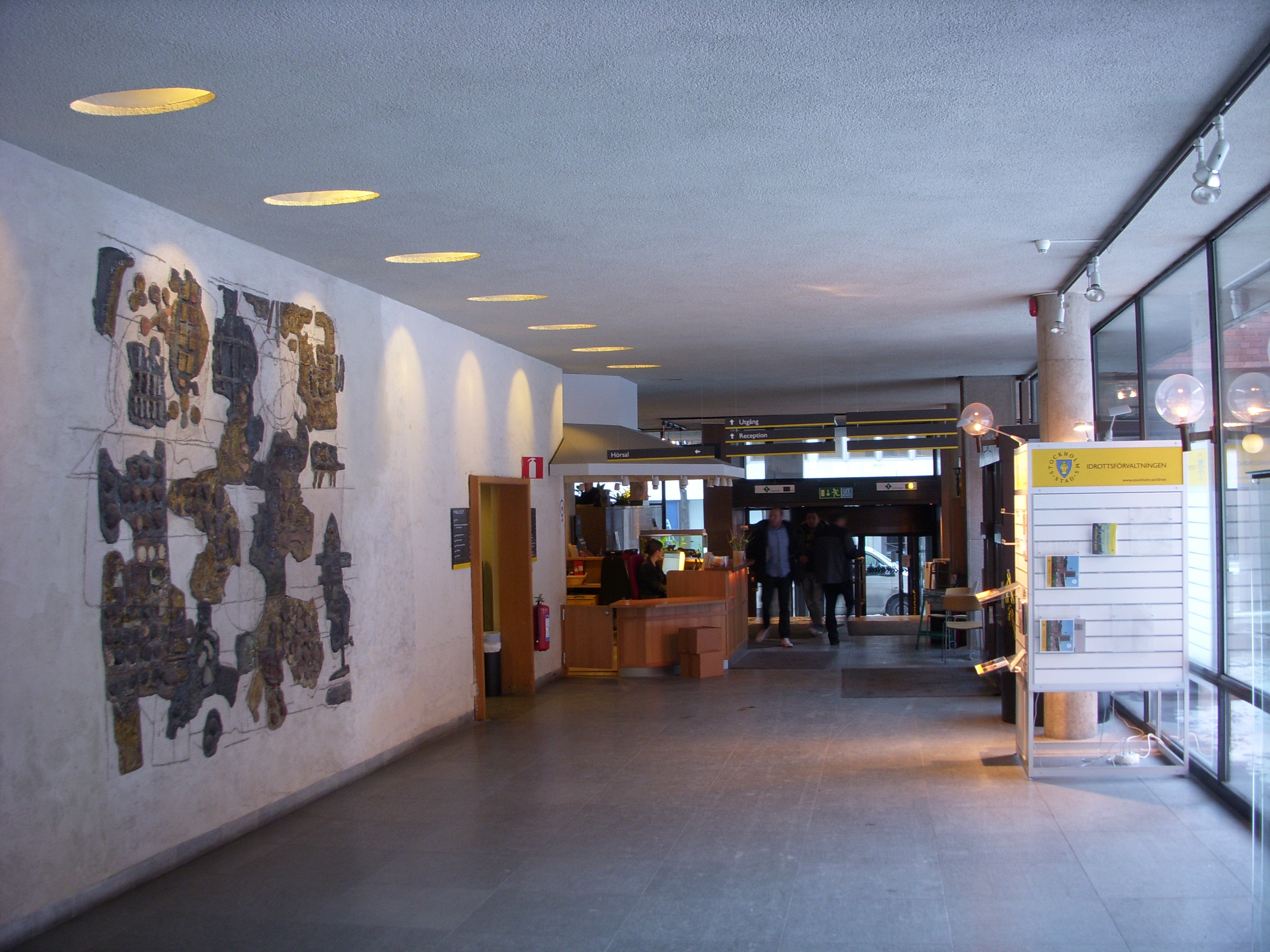
Huvudentrén
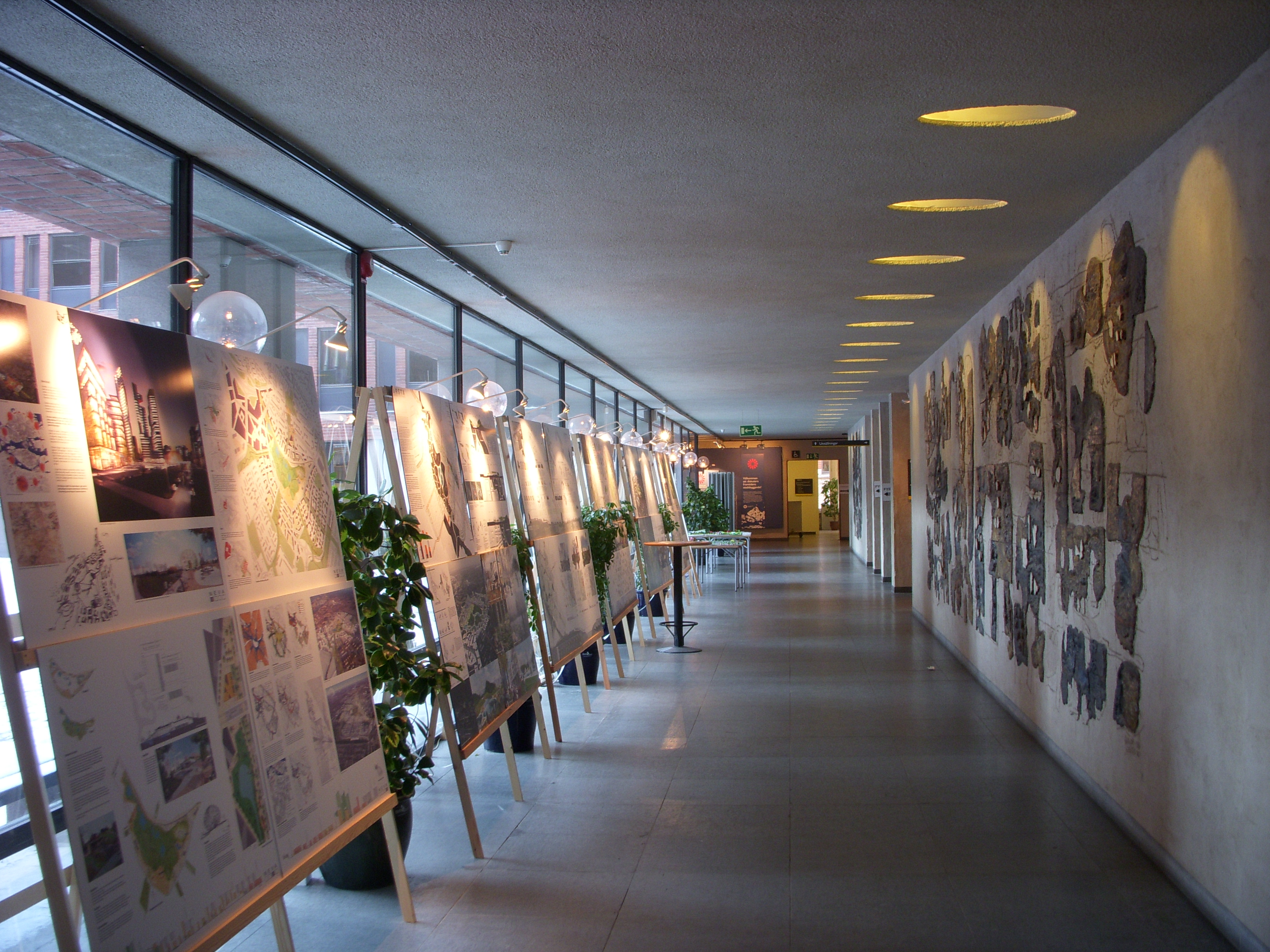
Pågående planärenden
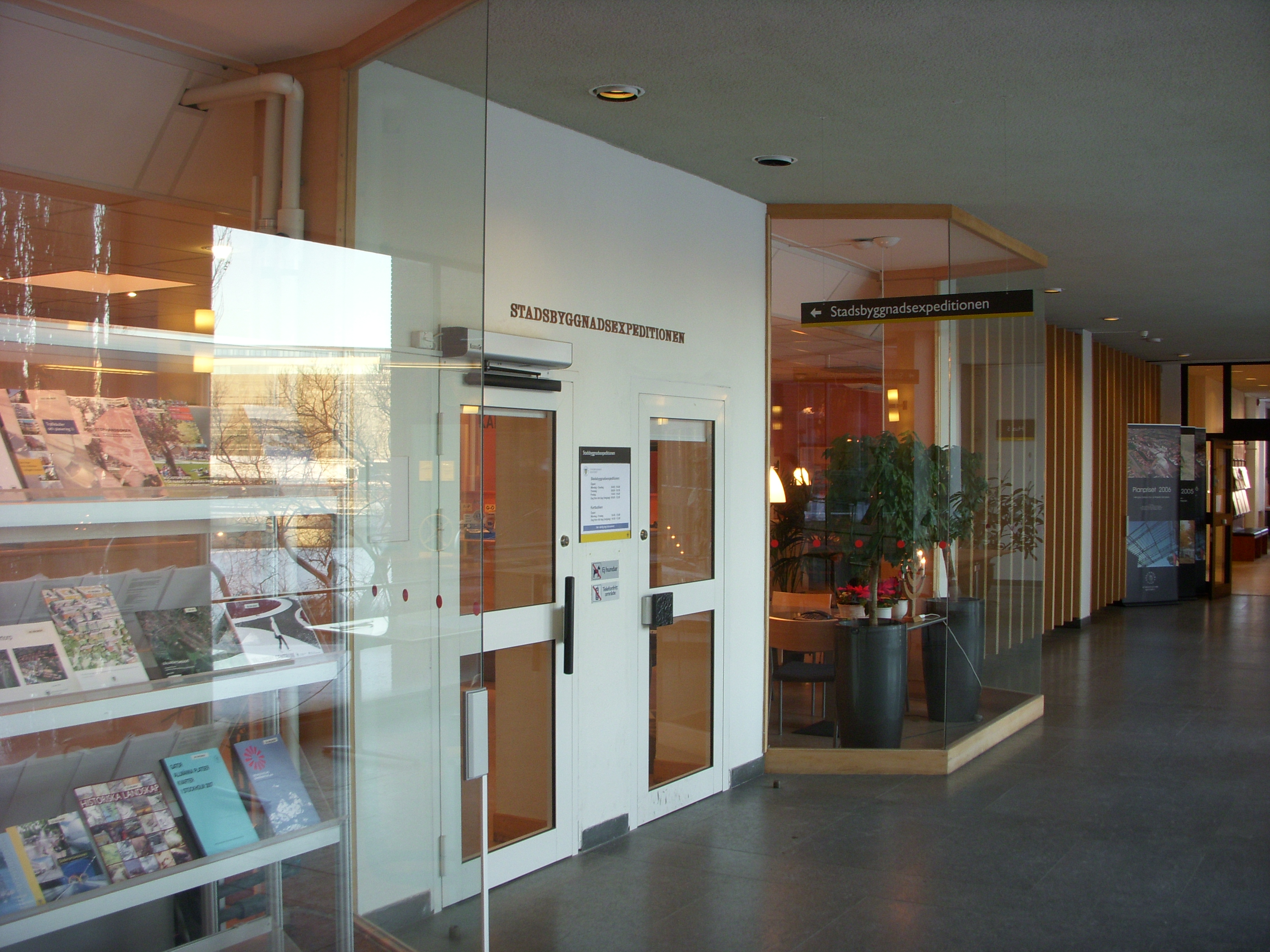
Centrala expeditionen
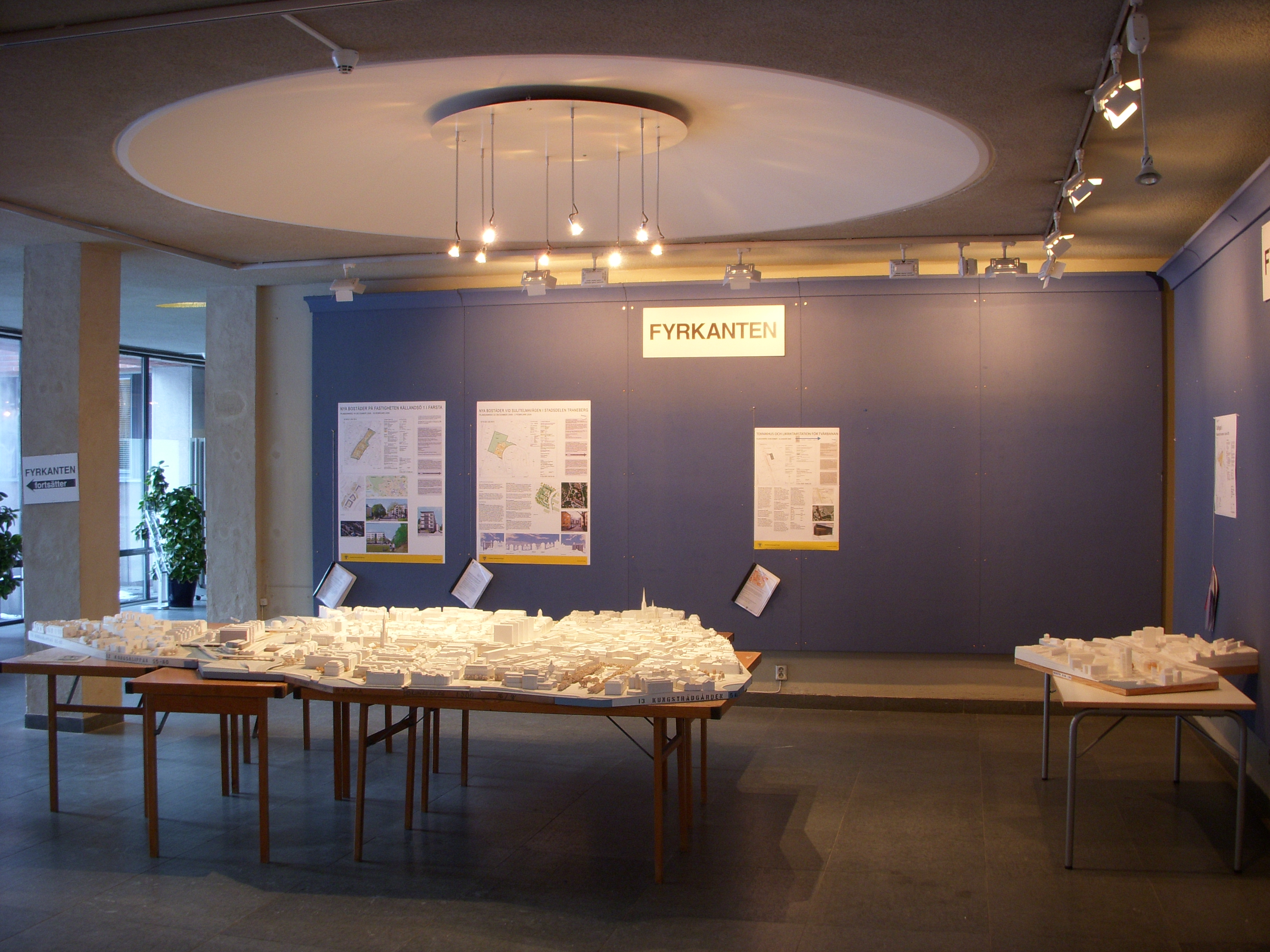
Modeller i "Fyrkanten"